# WWE Day 1
WWE Day 1 é um evento de luta profissional pay-per-view (PPV) e transmissão ao vivo produzido pela WWE, uma promoção de wrestling profissional baseada em Connecticut. Fundado em 2022, é realizado anualmente no dia de Ano Novo, que é uma referência ao título do evento. O Day 1 também é realizado anualmente na State Farm Arena em Atlanta, Geórgia. Para coincidir com a extensão da marca, os eventos apresentam lutadores das marcas Raw e SmackDown.
O evento inaugural de 2022 foi o primeiro grande evento da WWE a acontecer no dia de Ano Novo. Sua programação também causou o cancelamento do evento TLC: Tables, Ladders & Chairs, que normalmente acontecia no final de dezembro. O evento inaugural também foi o primeiro evento da WWE a ser marcado como um "Premium Live Event", um termo que a empresa introduziu para se referir a seus eventos transmitidos em PPV e os serviços de transmissão ao vivo Peacock nos Estados Unidos e a WWE Network nos mercados internacionais.

## História
Em 23 de julho de 2021, a promoção de wrestling profissional americana WWE anunciou que realizaria um grande evento no sábado, 1 de janeiro de 2022, na State Farm Arena em Atlanta, Geórgia, que contaria com lutadores das marcas Raw e SmackDown. Devido ao evento acontecer no primeiro dia do ano, foi intitulado Day 1. Isso marcou o primeiro evento PPV da WWE a acontecer no dia de Ano Novo. A empresa realizou anteriormente um evento PPV com tema de Ano Novo chamado New Year's Revolution de 2005 a 2007, mas cada um de seus eventos foi realizado logo após o Dia de Ano Novo.
Conforme revelado no dia do evento, o Day 1 foi o primeiro evento da WWE a ser promovido como um "Premium Live Event", um termo que a empresa introduziu para se referir aos seus principais eventos que estão disponíveis via pay-per-view e serviços de transmissão ao vivo Peacock nos Estados Unidos e a WWE Network nos mercados internacionais. A programação inaugural do Day 1 também causou o cancelamento do evento TLC: Tables, Ladders & Chairs, que geralmente acontecia no final de dezembro.
Em 29 de julho de 2022, foi anunciado que o Day 1 seria realizado novamente no mesmo local em 1º de janeiro de 2023, estabelecendo assim o Day 1 como o evento anual do Dia de Ano Novo da WWE.

## Eventos
| 1                                                  | Day 1 (2022) | 1º de janeiro de 2022 | Atlanta, Georgia | State Farm Arena | Big E (c) vs. Brock Lesnar vs. Seth "Freakin" Rollins vs. Kevin Owens vs. Bobby Lashley em uma luta fatal five-way pelo Campeonato da WWE | [ 7 ] |
| (c) – refere-se ao(s) campeão(s) indo para a luta. |              |                       |                  |                  | |       |